# Ангелікі Геролиму
Ангелікі Геролиму (22 червня 1982) — грецька ватерполістка.
Учасниця Олімпійських Ігор 2008 року.
Чемпіонка світу з водних видів спорту 2011 року.